# キリン一番搾り生ビール
キリン一番搾り（キリンいちばんしぼり）は、麒麟麦酒（二代目、以下キリンビール）から発売されている生ビール、および熱処理ビールの各商標である。

## 概説
1990年3月に発売された。1980年から1990年まで販売し大失敗に終わった「キリンライトビール」を教訓に、詳細なマーケティングや商品のシリーズ化が行われている。
2004年に、初めてビールの風味（原料のレシピ）の仕様変更を行っており、仕様変更直後は「キリン・新・一番搾り生ビール」とも呼ばれた。当初は生ビールのみの展開であったが、後述する2016年から2017年にかけて期間限定で発売された「47都道府県の一番搾り」シリーズを皮切りに順次、生ビールのみならず、一部の熱処理ビールの商品も開発・製造・発売されるようになった。
一番搾りとは、ビール業界の用語で、ビール製造時に、原料の自重だけで自然に流れだしてくる麦汁のこと。キリン一番搾り生ビールは、この一番搾り麦汁のみを使用しており、後述する二番搾り麦汁を使用していない。キリンビールによれば、これによって渋みが少なく、さっぱりとしたビールが製造できるという。
一番搾り麦汁を搾ったあとに湯を撒いて搾り出される麦汁を、二番搾り麦汁という。古くから、一番搾り麦汁と二番搾り麦汁では味に違いがあることはわかっていたが、製造工程上、両者を分けることが困難だったため、一番搾り麦汁のみを使用したビールが製品化されることはなかった。
なお、二番搾り麦汁を原料にしたビールは、味が落ちるというわけではなく、一番搾りとは別の風味がある。キリンビールによれば、一番搾りが糖化された麦汁のみでさっぱりしているのに対し、二番搾りは表皮のポリフェノールが撒いた湯によって搾られるため渋みがあるという。ただし、日本国内では、二番搾りだけを原料に製品化したビールはない。
1996年には現代感・鮮度感・若々しさを追求したラベル（例・「一番搾り」のロゴがリボンに収まる）に変更され、その後1998年には「一番搾り」らしさを追求したラベル（例・1990年3月発売当時のデザインに回帰、中央の帯部分が「キリンビール」から海外と同じ「キリン一番」に変更）となった。その後2004年にはラベルの上下に金色の帯が入り、中央の帯部分は「キリン一番」から「キリンビール」に再度変更となった。
2009年3月に、麦芽100%のオールモルト生ビールに変更され、アルコール度数がこれまでの5.5%から5%に引き下げられた。また、これに伴いラベルのデザインも一新された。
2013年12月中旬から「一番搾り製法」をさらに進化させ、「うまさ」度と「飲みやすさ」度を同時にそれぞれ2割向上させるリニューアルが行われた。ラベルも中央のリボン部分にオレンジ色を新たに採用し、外周部の書体や一部表記（例・「キリンオリジナルブリュー」から「キリンプライムブリュー」への英文表記の変更）を変更している。
キリンカップサッカー、キリンチャレンジカップにおいては、非イスラム圏の国が優勝した際の副賞品となっており標準品（オリジナルの一番搾り）1年分（350mL缶基準）が授与される。イスラム圏の国が優勝した場合は禁酒の宗教戒律により授与されない（代替となる副賞品は不明）。
2017年7月フルリニューアル（例・「一番搾り」の表記を「キリンビール」の帯の下の英文部分の「雫マーク」の下から上に変更したことで2001年頃のデザインイメージとなった）。2026年の酒税一本化により2017年を成長元年とし、2020年を1つのゴールとして中長期戦略が掲げられた。同年7月下旬出荷分から順次切り替えが行われた。これもまた「新・一番搾り生ビール」と銘打たれた。
2020年10月6日には国産の純粋なビールのカテゴリーとしては史上初となる糖質ゼロを実現した「キリン一番搾り 糖質ゼロ」が発売された。
2025年4月15日には新規ユーザー獲得によるビールカテゴリー拡大を目指し、白ビールの新定番として「キリン一番搾り ホワイトビール」を発売。一番搾りブランドの定番品の発売は5年ぶりとなる。

## 海外での生産・販売

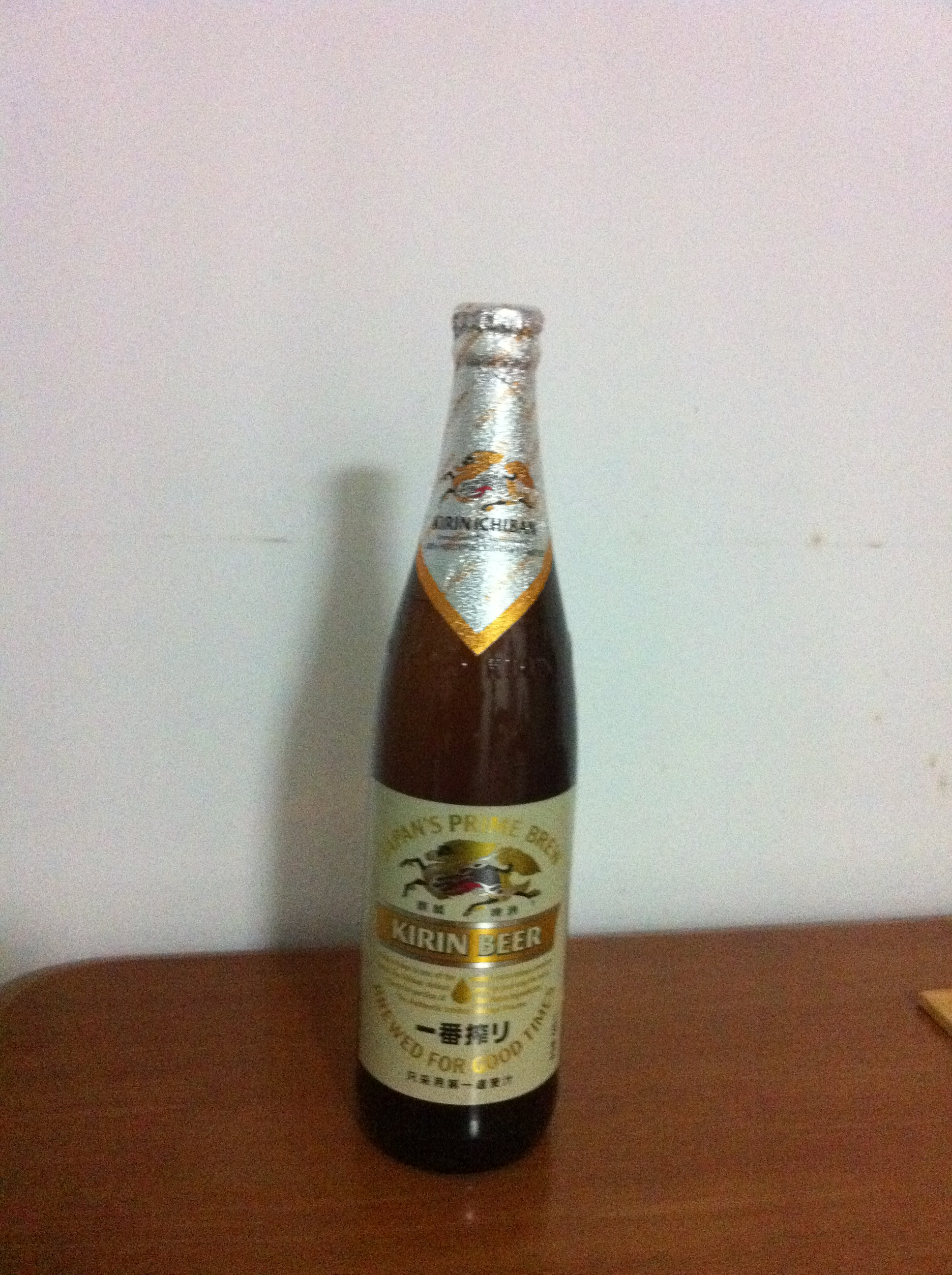
中国で生産されている一番搾り。麦芽100％に変更される前の大瓶（600ml）

一番搾りは、海外ではKIRIN ICHIBAN等の名称で、キリンビールのメインブランドとして生産・販売されている。
- 1990年 米国で販売開始（日本から輸出）
- 1993年 欧州で生産・販売開始（英国チャールズ・ウェルズ社がライセンス生産）
- 1993年 カナダで北米向け現地生産開始（モルソン社がライセンス生産）（モルソン社は現在はアサヒビールを生産している）
- 1997年 アンハイザー・ブッシュ社ロサンゼルス工場で委託生産開始（2011年に麦芽100%化し、麒麟を大きくデザインし、「一番搾り」を小さく表記したラベルから日本のラベルに近いデザインに変更）
- 1999年 麒麟一番搾啤酒の名称で、中国で生産・販売開始（グループ会社の珠海麒麟統一啤酒有限公司が生産・販売/2012年に麦芽100%化）
- 2003年5月 KIRIN ICHIBAN -First Press Beer-の名称で、オーストラリア及びニュージーランドで販売開始（関連会社のライオンネイサン社（ニュージーランド）が生産）
- 2006年9月 ロシア、イワン・タラノフ社で委託生産開始
- 2010年10月 ドイツ、ヴァイヘンシュテファン醸造所で委託生産開始（麦芽100%に変更したことで、ドイツでの製造が可能になり、欧州大陸の大半をロシアやイギリスから切り替え）
- 2011年5月 ロシア、モスクワ・ブリューイング・カンパニー社で委託生産開始（イワン・タラノフ社から全面切り替えし、その際に副原料使用から麦芽100%に切り替え）
- 2013年11月 タイ、サンミゲルビールインターナショナル社で委託生産開始（2017年11月に製造終了し、2018年6月より中国からの輸入に切り替えて販売再開）
- 2014年2月 ブラジルキリン社イトゥ工場で生産開始
- 2017年8月 輸出分フルリニューアル[8]
- 2017年12月 海外製造分フルリニューアル

また、一番搾りというブランド名は使用していないが、一番搾り製法によって製造されているビールとしては以下のものがある。
- 麒麟清醇啤酒（きりんせいじゅんビール） - 2003年1月より上海で販売
- 麒麟純真味啤酒（きりんじゅんしんみビール） - 2005年1月より広州で販売（珠海麒麟統一啤酒有限公司）
- 最麒麟（さいきりん） - 2006年8月より遼寧省で販売（大連大雪啤酒股份有限公司 - キリンビールの関連会社）

## シリーズ商品
2025年4月現在のシリーズ小売定番品はホワイトビール、糖質ゼロ、〈黒生〉、プレミアムの4種。
★印が付与された製品は熱処理ビール扱いの製品。

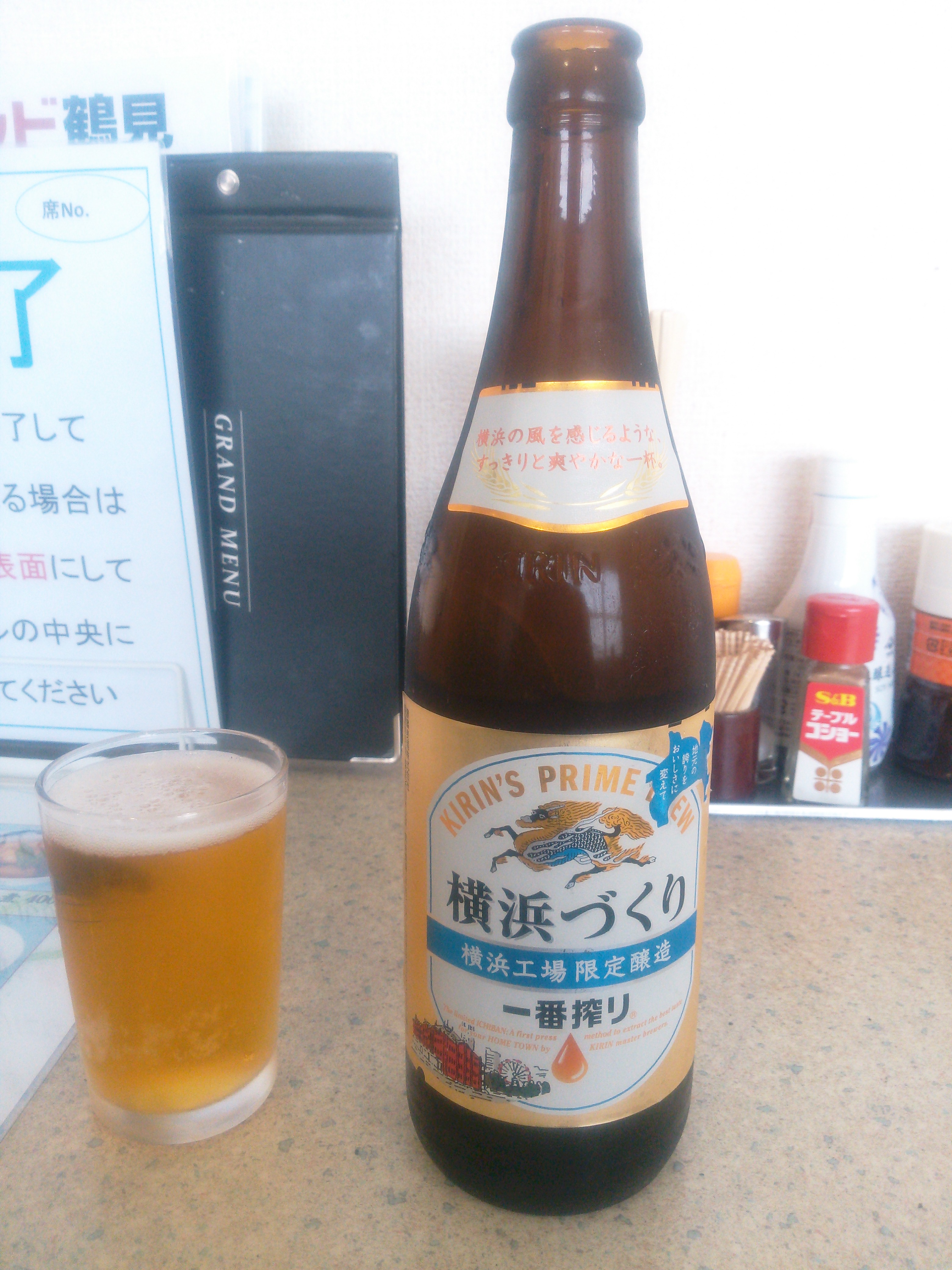
一番搾り 横浜工場限定醸造

- キリン一番搾り 黒生ビール（キリンいちばんしぼり くろなまビール）

1998年秋に発売された一番搾り製法による黒生ビール。2007年秋に「一番搾り スタウト」にリニューアルされた。
- 一番搾り スタウト（いちばんしぼり スタウト）

2007年9月19日に発売された一番搾り製法による麦芽100%のオールモルト黒生ビール。「キリン一番搾り 黒生ビール」のリニューアル版で、実に10年ぶりのリニューアルとなる。初代は日本のスタウト定義は満たしているが、本来のスタウトとは異なり下面発酵であった。2013年2月6日にリニューアルが行われ、上面発酵酵母に変更することでコクや香りを高めたほか、ロースト麦芽とカラメル麦芽の配合を調整したことで、飲みやすさの中にもより本格感のある味わいに変更され、パッケージの基本デザインも通常の一番搾りと統一された。2017年10月10日に「一番搾り〈黒生〉」にリニューアルされている。
- キリン樽生一番搾り（キリンたるなまいちばんしぼり）

2002年11月に発売された専用サーバーで注ぐタイプの生ビール。工場から店舗までのチルド流通される。専用サーバーは2009年12月をもって出荷停止。また製品自体も2013年12月末日をもって販売終了（店頭販売は2010年12月で終了）している。なお、従来の『キリンのビヤ樽（3L/2L）』も発売されていたが、3Lは2000年代中頃に、2Lは2009年3月の麦芽100%化の際に販売終了している。
- キリン一番搾り 樽詰生ビール（キリンいちばんしぼり たるづめなまビール）

業務用の生ビール。
- 毬花一番搾り（まりばないちばんしぼり）

その夏に収穫された凍結毬花ホップを使用した一番搾り製法による生ビール。2002年及び2003年の秋に限定発売。毬花はホップの別名である。
- とれたてホップ 一番搾り（とれたてホップいちばんしぼり）

岩手県遠野でその夏に収穫されたホップを使用した一番搾り製法による生ビール。2004年-2006年の秋に限定発売された。「毬花一番搾り」の後継ブランドにあたる。
- 一番搾り とれたてホップ（いちばんしぼりとれたてホップ）

前述の「とれたてホップ 一番搾り」を改名したもので、2007年-現在の毎年秋に限定発売されている。
- 一番搾り 無濾過〈生〉（いちばんしぼり むろか なま）

2006年4月5日-2008年6月に発売されていた一番搾り製法による濾過しない麦芽100%のオールモルト・チルドビール。
- 一番搾り とれたてホップ 無濾過〈生〉（いちばんしぼりとれたてホップ むろか なま）

前述の「一番搾り とれたてホップ」を麦芽100%のオールモルト・チルドビールにしたもので、2007年秋に限定発売された。
- 一番搾り プレミアム（いちばんしぼり プレミアム）

ギフト専用のプレミアム製品。「ブラウマイスター」の黒杭隆政が責任監修し、低温で丁寧に搾った極上の一番搾り麦汁と秋田県大雄産の第一等品ホップ「かいこがね」（後に東北産ホップ「IBUKI」に変更）を贅沢に使用し、ホップを発酵中に漬け込む製法を採用。キリンホームタップでは1Lの容器で配給されるが「生」の表示は無く「ビール」と表示されているとおり「非熱処理していない」の表示も無いため、2020年9月現在、生ビールではなく熱処理ビールである（キリンホームタップの公式サイトでは2020年9月16日現在、なぜか生ビールという言葉が使われている）。2020年のリニューアル実施以降より加熱処理ビールから生ビールに変更されたという主張もあるが、2020年9月現在においてはボトルの「ビール」の表記はかわっていない。
- 一番搾り 小麦のうまみ（いちばんしぼり こむぎのうまみ）

一番搾り発売25周年を記念して2015年3月より期間限定で発売。小麦麦芽のまろやかなうまみを一番搾り製法で丁寧に引き出すことで、まろやかの味わいと軽やかな甘い香りを実現。同年5月に製造を終了したが、2016年3月15日にリニューアルの上、再発売された。リニューアルと同時に、アルコール度数が5%から、4.5%に引き下げられている。また、一番搾りシリーズで唯一熱処理を行っている。2016年5月製造終了。
- 一番搾り 全国9工場限定（いちばんしぼり ぜんこく9こうじょうげんてい）

全国の9工場の醸造長が地域で暮らすお客様の為に造った特別な一番搾り。また、工場によって味の違いや個性を楽しむことができるのが特徴の地域限定の一番搾りでもある。工場によってアルコール分は5%～6%と度数が異なっている。2015年5月に第1弾が数量限定で発売された後、同年12月1日に第2弾の販売が開始された。千歳・仙台・神戸・岡山の4工場で製造された商品は原料に地元産の米を使用。2016年5月の第3弾発売の際に熱処理に変更。同時に500ml缶が設定された。350ml缶・500ml缶・中びんのみの設定だが、仙台・神戸・横浜・名古屋・福岡の5工場は大びんも出荷している。福岡づくりのみスチール缶を使用している。2018年11月まで数量限定で出荷を継続の後、製造終了。
- 47都道府県の一番搾り（47とどうふけんのいちばんしぼり）★

全国47都道府県ごとに味の個性や違いを楽しめる一番搾り。2016年5月から10月にかけて、順々発売された。ただし、本来の一番搾りと異なり、全てパストリゼーションによる熱処理ビールとなっている。このうち福井・熊本・岩手・千葉・栃木・秋田・熊本・広島の8県の商品は副原料に地元産の米を使用。また、鹿児島づくりのみ副原料にスターチを使用している。このうち、熊本づくりは2016年4月に発生した熊本地震の復興支援として2016年10月12日から全国で限定発売された(同年10月に製造終了)。350mlと中びんのみ設定。都道府県ごとにアルコール度数も異なっており、高いところは高知づくりの6.5%、低いところは福島づくりの4.5%。2017年も4月から7月にかけ順次発売され、38都府県の一番搾りは「○○に乾杯」、9工場で製造された商品は「○○づくり」になっている。同時に500ml缶が設定されたほか一部地域で大瓶も設定された。大分づくり(大分に乾杯)は福岡づくりと同様にスチール缶が使用されている。2017年版は「地元の商品を飲みたい」という声に応え、地域詰め合わせセットも順次販売され、全国で展開されていた。2017年3月～7月に全て製造終了。
- 一番搾り シングルモルト（いちばんしぼり シングルモルト）

オーガニック麦芽とオーガニックホップを100％使用して麦本来のうまみを引きつめた一番搾り。2016年4月に数量限定で発売。好評だったため、2016年9月に通年販売になったが、2017年1月に製造を終了。305mlびんのみ設定で、アルコール分5.5%だった。
- 一番搾り 若葉香るホップ（いちばんしぼり わかばかおるホップ）

2017年3月21日より春季限定で販売開始。国産ホップ「IBUKI」をふんだんに使用。350ml缶と500ml缶のみの設定。非熱処理ビール。2017年6月製造終了。
- 一番搾り 夏冴えるホップ（いちばんしぼり なつさおるホップ）

2017年6月20日より夏季限定で販売開始。冷涼感と涼やかな香りを生み出すヘルスブルッカーホップを使用。350ml缶と500ml缶のみの設定。本シリーズでは初めての夏季限定商品となる。非熱処理ビール。2017年8月製造終了。
- 一番搾り 超芳醇（いちばんしぼり ちょうほうじゅん）

2020年3月21日より期間限定商品として販売。アルコール度数は全シリーズ中最高となる6%で、高濃度一番搾り麦汁が用いられる。
- 一番搾り 清澄み（いちばんしぼり きよずみ）

2020年4月21日よりセブン&アイグループ限定で販売開始。
- 一番搾り 糖質ゼロ（いちばんしぼり とうしつゼロ）★

2020年10月6日より販売開始。同社としては2003年に発売され、2005年に終売となった「キリンラガー ブルーラベル」以来、15年ぶりとなる機能性重視のビールであり、一番搾りのおいしさはそのままに原材料である麦芽の選定から見直し、同社が培ってきた仕込技術と発酵技術を進化させ、純粋なビールでありながら糖質ゼロを実現した「新・糖質カット製法」を採用。開発には5年の歳月が費やされた。なお、アルコール度数は発売当初、全シリーズ中最低となる4%、100gあたりのカロリーもシリーズ中最低となる23kcalとなっていたが、2022年8月23日の全面改良に伴い、生ビールから熱処理ビールに変更され、アルコール度数もオリジナルの一番搾り生ビール同様の5%に、更に100gあたりのカロリーも29kcalに引き上げられた。350ml缶と500ml缶のみの設定。
- 一番搾り やわらか仕立て（いちばんしぼり やわらかじたて）★

2023年10月10日より期間限定商品として販売開始。大麦麦芽のほか、小麦麦芽を使用した一番搾りシリーズ史上初のホワイトビールであり、やわらかなうまみとかろやかな後味を実現。熱処理ビールで350ml缶と500ml缶のみの設定。アルコール度数は5%。
- 一番搾り ホワイトビール（いちばんしぼり ホワイトビール）★

2025年4月15日より新定番商品として販売開始。同年12月までで200万ケース（大びん換算）を販売目標としていたが、発売前出荷実績だけでその3割を達成すると、発売から約1ヵ月で販売数量が年間販売目標の4割を突破と好評。普段ビールを飲まない人には「苦く重たい感じがして苦手」「自分向けではない」と感じる人が多いことから、一部使用した小麦麦芽とともに無濾過製法を採用することで飲みやすい味わいを実現。350ml缶と500ml缶のみの設定。

## CMキャラクター

### 現在

#### 一番搾り 生ビール
- 堤真一（2017年 - ）
- 満島ひかり（2017年 - ）
- 鈴木亮平（2017年 - ）
- 中村倫也（2024年2月 - ）[17][18]
- 賀来賢人（2024年8月 - ）[19]
- 飯豊まりえ（2024年8月 - ）[19]
- 福原遥（2024年8月 - ）[19]

#### 一番搾り 糖質ゼロ
- 豊川悦司 （2023年5月 - ）- 夫婦役
- 中条あやみ（2023年5月 - ）
- 常盤貴子（2024年7月 - ）- 夫婦役

#### 一番搾り ホワイトビール
- 岡田将生（2025年4月 - ）[16]
- 小芝風花（2025年4月 - ）[16]

### 過去
- 緒形拳
- 鈴木杏樹
- 唐沢寿明 - 1996年（「一番搾り 生ビール」）、および2020年10月 - 2023年3月（「一番搾り 糖質ゼロ」）に出演
- 福山雅治 - 1996年。唐沢寿明と共演
- 沢田研二
- 田村翔子
- 役所広司 - 2014年1月再度CM出演
- 中山美穂
- 加瀬亮 - 中山美穂の相手役
- 香取慎吾
- 佐藤浩市 - 2008年まで。2009年からは同社の発泡酒である麒麟淡麗〈生〉及び淡麗WのCMに出演した。
- 藤井かほり
- 甲本雅裕（兼ナレーション）
- 岸部一徳（ナレーションのみ）
- 渡辺篤史（兼ナレーション）
- イチロー - 2009年2月に出演
- 松嶋菜々子 - 同上
- 蒼井優 - 2012年1月にイチローと共演。グループ会社のキリンビバレッジが製造・販売する「午後の紅茶」のCMキャラクターでもあった。
- 嵐 - 2014年1月に出演。2013年までは淡麗グリーンラベルのCMに出演していた。
- すっちー - 「大阪づくり」→「大阪に乾杯」のCMに出演。
- 益岡徹（ナレーションのみ）
- 濱田岳 - 2019年5月に出演。
- 足立梨花 - 同上
- 指原莉乃 - 2020年1月に出演。
- 田中みな実 - 2020年3月に出演。[注釈 2]
- 木村佳乃 - 2020年10月「一番搾り 糖質ゼロ」のCMに出演（唐沢寿明との共演CMを含む）。このほか同社の機能系ビール風テイストノンアルコール飲料「カラダFREE」のCMに出演
- 吉瀬美智子 - 2021年3月「一番搾り 糖質ゼロ」のCMに出演（ただし唐沢寿明との共演CMのみ）。
- 仲間由紀恵 - 2021年7月に出演（ただし堤真一との共演CMのみ）。
- 松坂大輔 - 2022年2月に出演。“ビール、飲みませんか”シリーズ第一弾として斎藤佑樹と共演
- 斎藤佑樹 - 2022年2月に出演
- KinKi Kids - 2022年3月に出演。“ビール、飲みませんか”シリーズ第二弾。
- 榮倉奈々 - 2022年8月「一番搾り 糖質ゼロ」（リニューアル後〈生ビールから熱処理ビールへ仕様変更〉）のCMに出演
- 石田ゆり子（2017年 - 2024年）
- 戸田恵子（2022年   2024年2月 - 8月）
- 奥田瑛二（2024年2月 - 8月）
- 勝地涼（2024年2月 - 8月）
- 岸谷五朗（2024年4月 - 8月）
- 志尊淳（2024年4月 - 8月）
- 森川葵（2024年6月 - 8月）

## 広告イラスト
- 美味くて喜ぶ顔のマーク（フジサンケイグループの“目玉マーク”を手がけたイラストレーターの吉田カツによる）